# Calamosternus unicolor
Calamosternus unicolor är en skalbaggsart som beskrevs av Olivier 1789. Calamosternus unicolor ingår i släktet Calamosternus och familjen Aphodiidae. Inga underarter finns listade.